# انکانتادو (ریو گراند دو سول)
اِنکانتادو (به پرتغالی: Encantado) یک منطقهٔ مسکونی در برزیل است که در ریو گرانده جنوبی واقع شده‌است. انکانتادو ۲۲٬۸۸۰ نفر جمعیت دارد.

## خواهرخوانده
شهرهای والداستیکو و سانتافه، آرژانتین خواهرخوانده‌های انکانتادو (ریو گراند دو سول) هستند.